# Gonioctena flavicornis
Gonioctena flavicornis är en skalbaggsart som först beskrevs av Christian Wilhelm Ludwig Eduard Suffrian 1851.  Gonioctena flavicornis ingår i släktet Gonioctena, och familjen bladbaggar. Enligt den finländska rödlistan är arten sårbar i Finland. Arten är reproducerande i Sverige. Artens livsmiljö är lundskogar.